# Svahové proudění

Diagram proudění vzduchu po nárazu do kopce; vítr je typicky nejsilnější v místech, kde je kopec nejstrmější

Svahové proudění (též svahový vítr) vzniká nárazem větru do velké překážky jako jsou hory, kopce nebo útesy, které přinutí horizontálně vanoucí vzduch proudit stoupajícím směrem.
Tento typ větru umožňuje létání na svahu či svahování, které je často využíváno větroni, kluzáky, paraglidisty a ptáky. Bezmotorová letadla většinou využívají svahování pro přistání, nicméně je možné jej využít i pro stoupání, pokud vítr stoupá rychleji než by letadlo klesalo.

## Princip letu
Svahový vítr vzniká nárazem větru do návětrné strany kopce, svahu, skaliska, srázu či velké vlny. Tato překážka změní směr větru směrem nahoru. Vítr pak vytvoří nad svahem oblast stoupavého vzduchu, který je možné „nabrat“ a vystoupat s jeho pomocí vzhůru a poté i udržovat výšku a provozovat horizontální let. Dlouhá pohoří se silnými převládajícími větry (Appalačské hřbety a údolí, novozélandské Jižní Alpy apod.) umožňují bezmotorovým letadlům létat podél těchto hor po tisíce kilometrů.
U hodně strmých či vertikálních překážek (typicky skalních útesů u břehů oceánů) se ve spodní části skal vytváří turbolence s klesajícím vzduchem v dolní části vertikální překážky. Takové podmínky mohou vytvářet závětrné vlny.
Řada mořských ptáků (zejména albatrosi) a dravců často využívá svahové proudění k letu.
Principy svahového proudění byly využívány prvními průkopníky plachtění.